# Kačerovské rybníky
Kačerovské rybníky jsou soustava pěti vodních nádrží, které jsou napájeny bezejmenným přítokem říčky Kněžná. Leží asi 11 km severovýchodně od Rychnova nad Kněžnou.
Již od druhé poloviny 18. století byla v lokalitě soustava menších rybníčků, které byly nejprve pouze čtyři a mokřiny okolo nich byly místy zarostlé stromovou vegetací. Následně došlo k vzniku pátého rybníčku a odlesnění přilehlých mokřin. Po druhé světové válce bylo již celé území bez stromové vegetace a z rybníčků zůstaly pouze mokřady. Posléze bylo provedeno jejich obnovení. V současné době je okolí rybníčků zarostlé téměř souvislou dřevinou vegetací.
V okolí nejnižšího pátého rybníčku byla vyhlášena Přírodní památka Kačerov na ochranu zde žijících populací modráska bahenního a modráska očkovaného.

## Fotografie

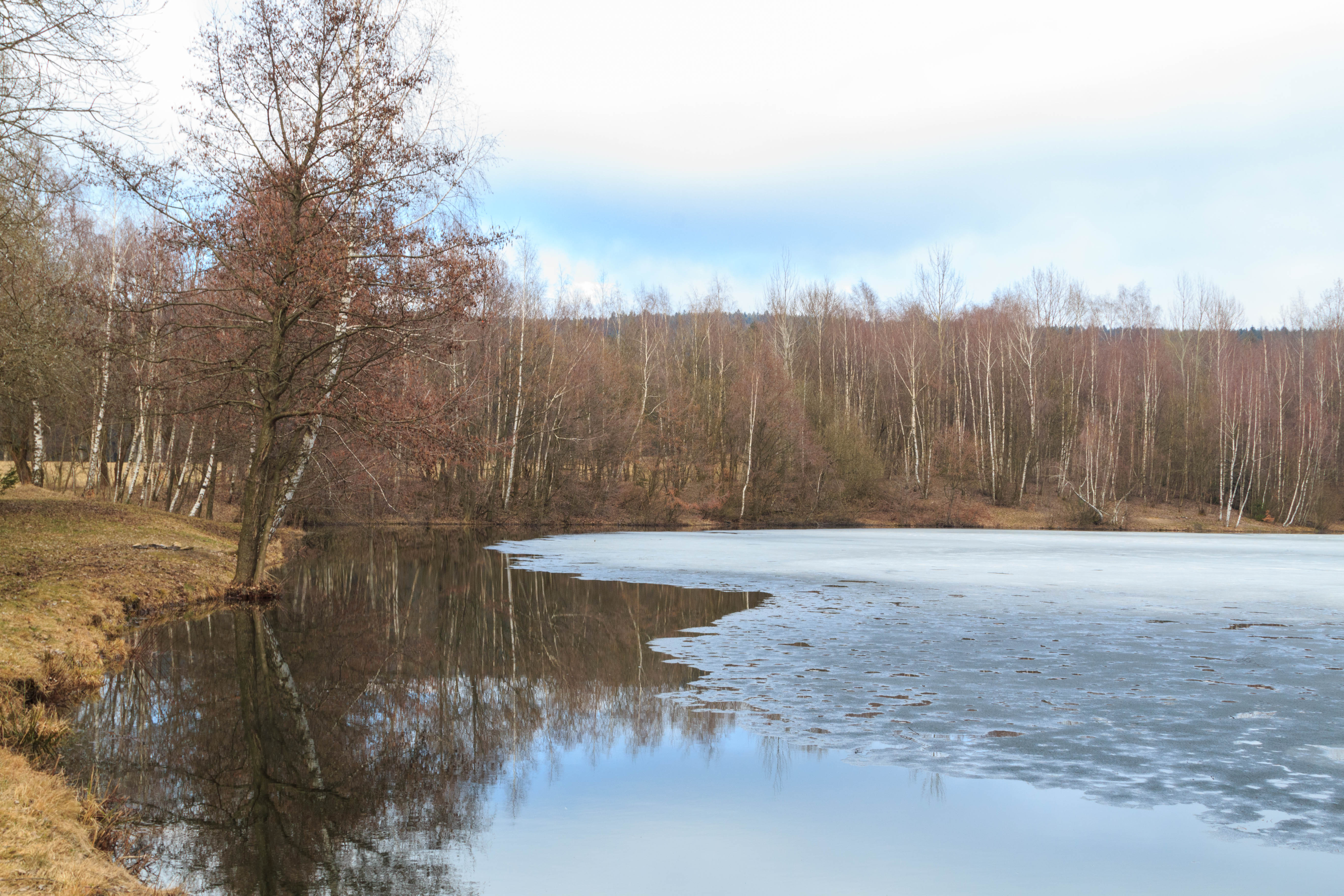
První Kačerovský rybník
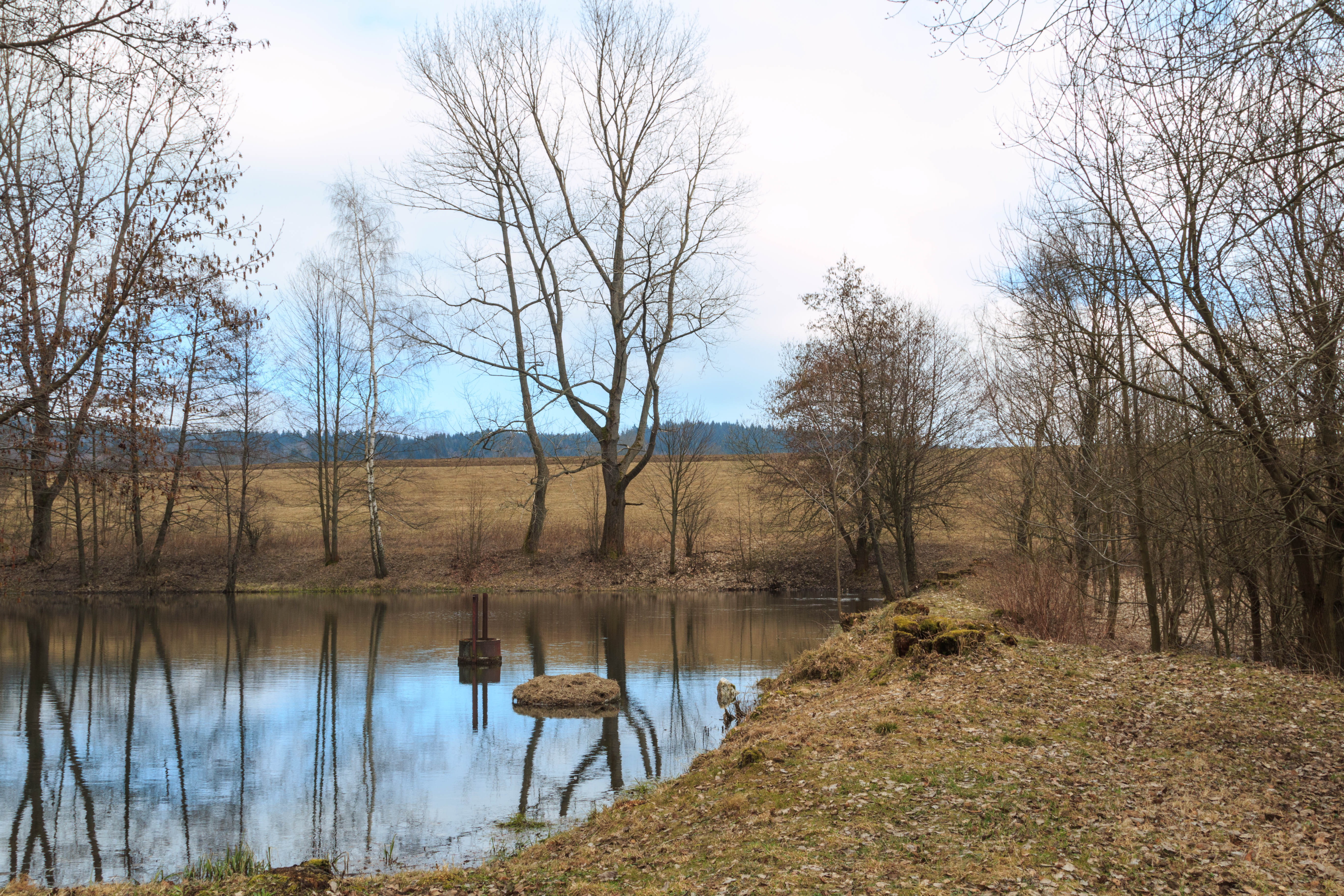
Druhý Kačerovský rybník
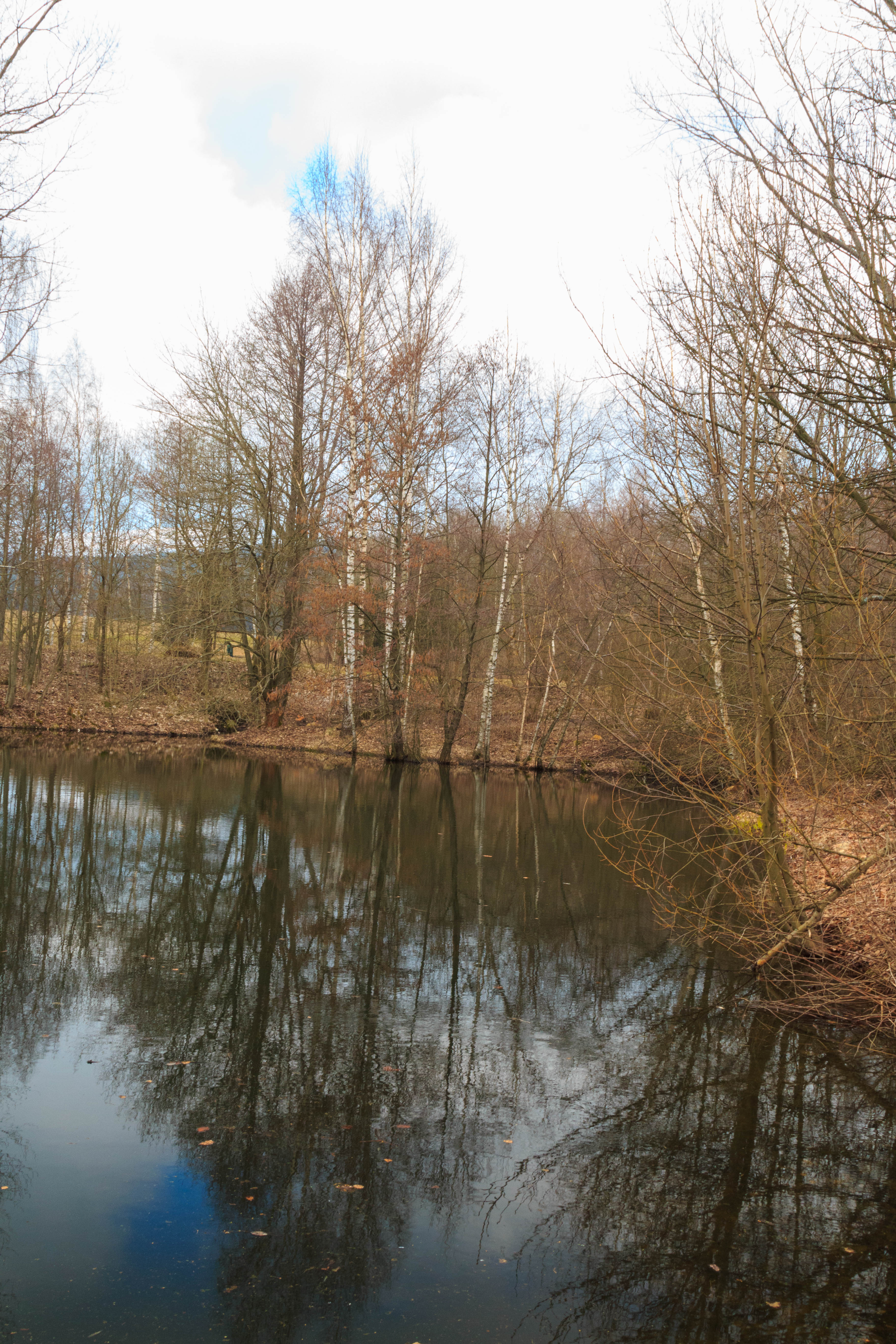
Třetí Kačerovský rybník
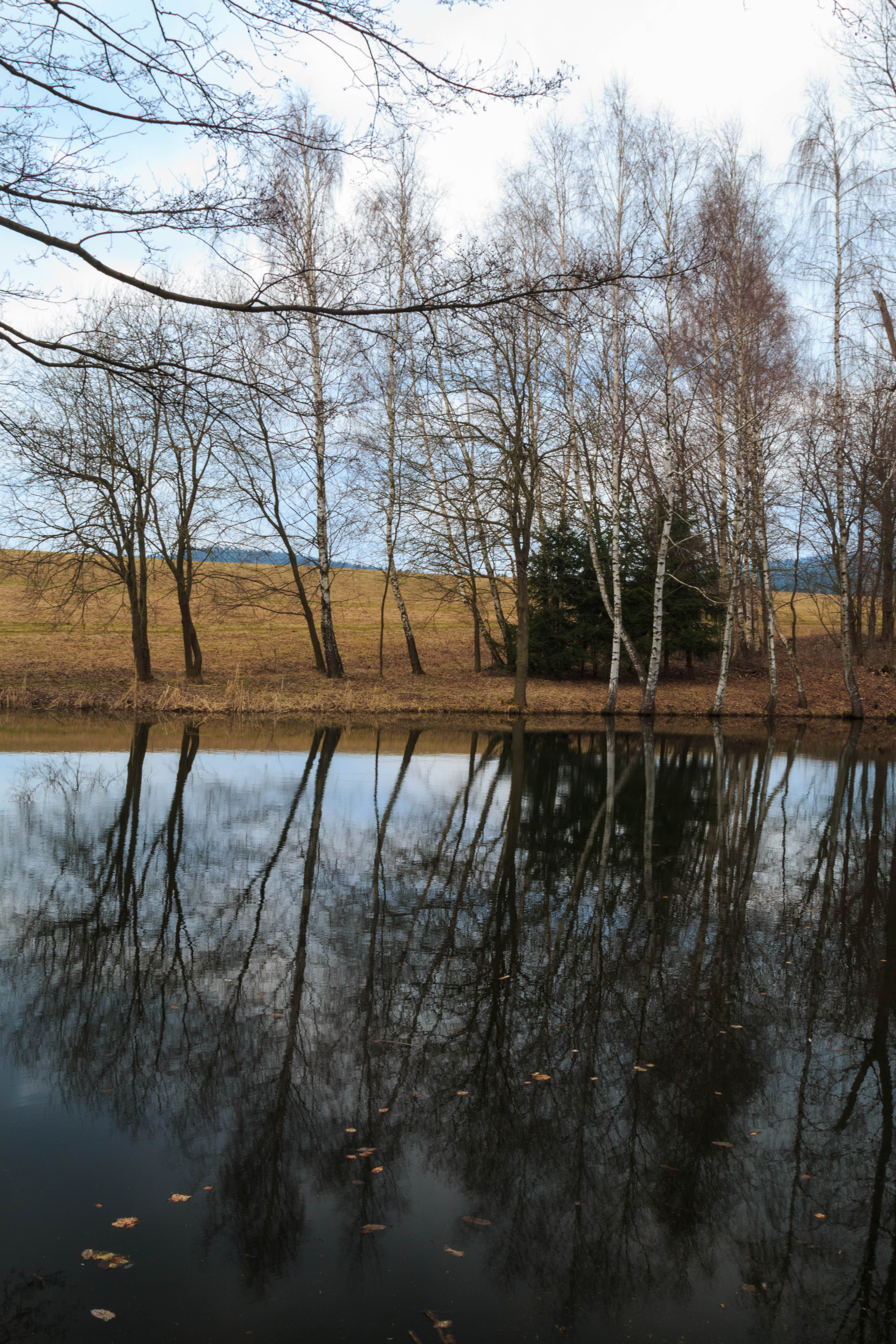
Čtvrtý Kačerovský rybník
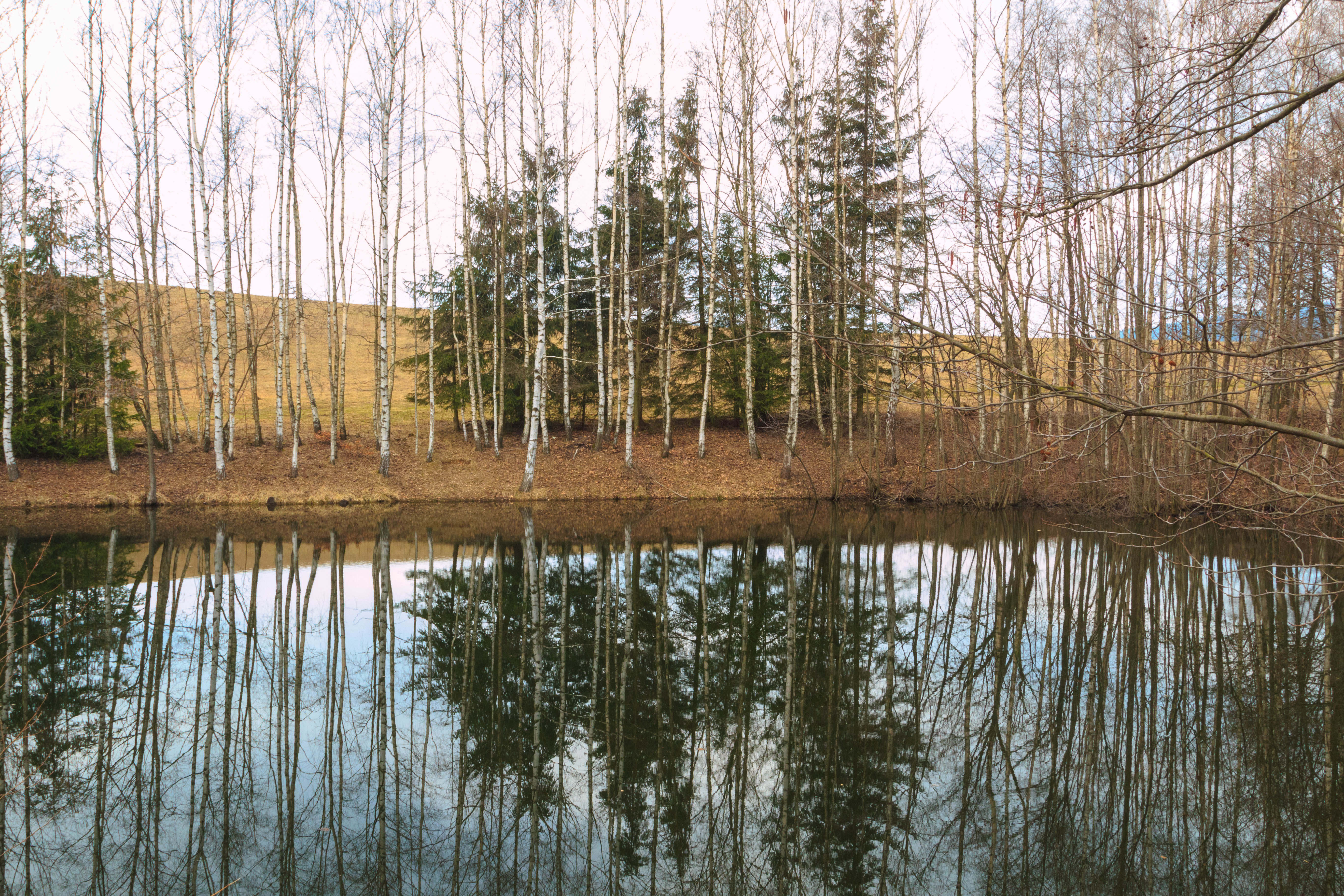
Pátý Kačerovský rybník